# Arthur C. Ruge
Arthur Claude Ruge (* 28. Juli 1905 in Tomah, Wisconsin; † 3. April 2000 in Lexington, Massachusetts) war ein US-amerikanischer Ingenieur. Er war Professor am Massachusetts Institute of Technology (MIT) und ist ein Erfinder des Dehnmessstreifens.
Ruge wollte im Jahre 1938 einen erdbebensicheren Wassertank und seine Ausdehnung erforschen. Die damals üblichen statischen Messverfahren waren dafür jedoch ungeeignet und Ruge wagte einen Versuch: Er klebte einen dünnen Widerstandsdraht auf Seidenpapier und befestigte das ganze am Wassertank. Er stellte bei Erschütterungen eine Änderung der abfallenden Spannung über den Widerstandsdraht fest. Dieser Spannungsverlauf konnte sowohl positiv als auch negativ sein und er hatte einen relativ stabilen Nullpunkt. So erfand Ruge, 1938 im seismologischen Institut des MIT, den elektrischen Widerstands-Dehnungsmessstreifen.
Ruge gelang dieser Durchbruch, da er den Messdraht auf einer Trägerfolie befestigte und ein damit frei bewegliches Messinstrument schuf. Später brachte Ruge den Dehnmessstreifen bis zur Serienfertigung und leitete damit den Siegeszug über die bis dahin gebräuchlichen Dehnungsmessgeräte ein. Etwa gleichzeitig, aber unabhängig von ihm, erfand auch Edward E. Simmons einen Dehnungsmessstreifen (Patenterteilung Simmons: August 1942, Patenterteilung Ruge: Juni 1944).